# Раул дьо Сент Омер
Раул дьо Сент Омер (на френски: Raoul de Saint-Omer), наричан още Раул Тивериадски е принц на Галиея и два пъти сенешал на Йерусалим в Йерусалимското кралство.
Раул е син на Готие дьо Сент Омер. Майка му е Ешив дьо Бур. След смъртта на баща му през 1174 г. тя се жени повторно за Раймонд III Триполитански.

По-големият брат му Юг дьо Сент Омер (Юг Тивериадски) се опитва да уреди брак между Раул и кралица Изабела I и по този начин да го издигне на трона на Йерусалимското кралство, след като съпругът ѝ Хенри II дьо Шампан умира. Предложението е отхвърлено от Върховния съд поради липсата му на богатство и вместо това за нея се жени Амори дьо Лузинян, крал на Кипър. Раул е принуден да напусне Йерусламиското кралство след опит за покушение срещу Амори през 1198 г. През същата година той отива в Триполи, а през 1204 г. заедно с брат си Юг дьо Сент Омер, Тиери дьо Термонд и други рицари заминава за Константинопол, в новосъздадената Латинска Империя. През същата година брат му Юг умира. Раул дьо Сент Омер го наследява като принц на Галилея. Умира през 1220 г.

## Семейство
Раул се жени за Агнес дьо Грение, дъщеря на Реналд дьо Грение, граф на Сидон. Те имат една дъщеря
- Ешив Тивериадска, женена за Одо Монбелиар.